# Xanthoepalpus gabanus
Xanthoepalpus gabanus là một loài ruồi trong họ Tachinidae.